# کلاس‌روم گوگل
کلاس‌روم گوگل (انگلیسی: Google Classroom) یک سرویس وب رایگان است که توسط گوگل برای مدارس ایجاد شده‌است و هدف آن ساده‌سازی ایجاد، توزیع و تعیین تکالیف است. هدف اصلی کلاس‌روم گوگل ساده‌سازی فرایند اشتراک پرونده‌ها بین معلمان و دانش آموزان است. تخمین زده می‌شود بین ۴۰ تا ۱۰۰ میلیون کاربر از کلاس‌روم گوگل استفاده کنند.